# Бэтмен (Терри Макгиннис)
Бэтмен (англ. Batman), настоящее имя — Терренс «Терри» Макгиннис (англ. Terrence "Terry" McGinnis) — персонаж DC Comics, который был создан Полом Дини и Брюсом Тиммом и первоначально появился в мультсериале «Бэтмен будущего».
Терри стал Бэтменом после того, как постаревший Брюс Уэйн вышел на пенсию.

## Отзывы и критика
Журналист Гильермо Куртен из Screen Rant рассмотрел «9 цитат, доказывающих, что Бэтмен будущего — лучший герой анимационной вселенной DC». Он отметил, что «Терри, возможно, стал более полной версией того, что представлял себе Брюс» и «его путь от начала „Бэтмена будущего“ до серии „Эпилог“ из „Лиги справедливости: Без границ“ показал отличные примеры его развития».